# Blasphemy Made Flesh
Blasphemy Made Flesh è il disco di debutto del gruppo technical death metal Cryptopsy. Il disco venne pubblicato nel 1994 e, in versione rimasterizzata e con una copertina differente, nel 2001.

## Tracce
1. Defenestration – 4:37
2. Abigor – 3:48
3. Open Face Surgery – 4:25
4. Serial Messiah – 4:01
5. Born Headless – 4:29
6. Swine of the Cross – 3:06
7. Gravaged (A Cryptopsy) – 2:47
8. Memories of Blood – 3:34
9. Mutant Christ – 4:21
10. Pathological Frolic – 4:34

## Formazione
- Lord Worm - voce
- Jon Levasseur - chitarra
- Steve Thibault - chitarra
- Martin Fergusson - basso
- Flo Mounier - batteria